# Cambas (Quênia)
Na África, em etnologia, o termo Cambas remete a um grupo etnolinguístico que habita as vertentes orientais do Kikuyu (Gikuyu), no Quênia.